# Yuko Morimoto
Pour les articles homonymes, voir Morimoto.
Yuko Morimoto (森本 ゆう子, Morimoto Yuko), née le 6 janvier 1974, est une joueuse internationale de football japonaise.

## Biographie
Le 6 décembre 1993, elle fait ses débuts avec l'équipe nationale japonaise lors de la Coupe d'Asie, contre la Philippines. Elle compte 10 sélections et 2 buts en équipe nationale du Japon de 1993 à 1998.

## Statistiques
Le tableau ci-dessous présente les statistiques de Yuko Morimoto en équipe nationale :
| Équipe du Japon | Équipe du Japon | Équipe du Japon |
| Année           | Matchs          | Buts            |
| --------------- | --------------- | --------------- |
| 1993            | 2               | 0               |
| 1994            | 1               | 0               |
| 1995            | 0               | 0               |
| 1996            | 0               | 0               |
| 1997            | 5               | 2               |
| 1998            | 2               | 0               |
| Total           | 10              | 2               |

## Palmarès
- Troisième de la Coupe d'Asie 1993, 1997